# What Hell Is About
What Hell Is About è il secondo album del gruppo industrial metal/groove metal francese Dagoba pubblicato nel 2006 dalla Season of Mist.
Nelle canzoni "It's all about time" e "The White Guy (Suicide)" partecipa come ospite il bassista/secondo cantante dei Dimmu Borgir, nonché leader e cantante/bassista dei Borknagar, ICS Vortex.

## Tracce
1. What Hell is About... – 0:49
2. Die Tomorrow (... What If You Should ?) – 5:28
3. The Fall of Men – 2:52
4. The Man You're Not – 5:23
5. Cancer – 4:37
6. It's all About Time – 6:51
7. The Things Apart – 1:07
8. The Things Within – 4:17
9. Livin' Dead – 3:43
10. 042104 – 1:25
11. Morphine - The Apostle of Your Last War – 3:33
12. The White Guy (Suicide) – 5:17

## Formazione
- Shawter - voce
- Franky - batteria
- Izikar - chitarra
- Werther - basso